# Laurent Kabila
Laurent-Désiré Kabila (født 27. november 1939, død 18. januar 2001) var den Demokratiske Republik Congos præsident (1997-2001). 
Kabila ledte en oprørsbevægelse , der siden 1964 havde ført et forgæves oprørsforsøg i det østlige Congo. Hans popularitet blev dog hastigt forvandlet til en bitter skuffelse fra folkets side på grund af korruption og nepotisme. Den regionale uro, der havde glødet siden Kabilas magtovertagelse, udviklede sig til det, der senere blev betegnet Den Afrikanske Verdenskrig. 
Kabila blev skudt og dræbt af sin egen livvagt under et attentat i præsidentpaladset i hovedstaden Kinshasa. Hans søn Joseph Kabila overtog magten umiddelbart efter.
1. ↑  Navnet er anført på engelsk og stammer fra Wikidata hvor navnet endnu ikke findes på dansk.